# Кушеват
Кушеват — упразднённая в 2006 году деревня в Шурышкарском районе Ямало-Ненецкого автономного округа России.

## География
Расположена в 5 км от села Горки на берегу реки Оби. На территории села обнаружены захоронения мамонтов возрастом более 40 000 лет.
Состоял из трёх частей, разделённых рекой Атрен-Сойм: Ханты, Коми и Русского посёлков.
Также рядом находится палеолитическая стоянка древних людей возрастом 40 000 лет. На правобережье Кушеватской протоки на найденных in situ двух предметах — роге северного оленя и фрагменте трубчатой кости мамонта — зафиксированы возможные следы антропогенного воздействия. Предположительно, кости оленей, мамонтов и фрагмент нижней челюсти бизона можно отнести к интервалу 40—45 тыс. лет назад.

## История
Является первым русским поселением на территории Ямало-Ненецкого автономного округа.
В середине XX века в деревне работал совхоз, пекарня, электростанция, рыболовецкий цех. С 1970-х годов жители переезжают в село Горки.
В 2002 году из Кушевата до Белозерского заповедника был проведён полёт на параплане со стерхами. Полёт проходил летом 2002 года по территории Тюменской области: от посёлка Кушеват на Ямале до Белозёрского заказника в Армизонском районе с целью интродуцирования в дикую природу выведенных в неволе птенцов стерха — редкого вида птиц, находящегося под угрозой исчезновения, Анджело Д’Арриго на своём дельтаплане по проложенному маршруту вёл за собой стаю стершат.
В 2006 году деревня была упразднена.

## Население
| 1989 | 2002 |
| ---- | ---- |
| 0    | →0   |

## Инфраструктура
На территории деревни расположен питомник, где выращиваются яйца стерха.

## Ссылка
- Деревня Кушеват Шурышкарского района. libraries-yanao.ru. Дата обращения: 12 марта 2023.